# 川除大輝
川除 大輝（かわよけ たいき、2001年2月21日 - ）は、日本のパラノルディックスキー選手。日立ソリューションズ「チームAURORA（アウローラ）」 ジュニアスキークラブ所属。種目はクロスカントリースキー。クラスはLW5/7。

## 人物
富山県富山市出身。生まれつき両手足の指の一部がない先天性両上肢機能障がいがある。小学1年生の時にいとこから誘われたことを機に地元富山の猿倉ジュニアスポーツクラブで小中学生時代の練習を行う。所属当初はスキーとサッカーの両方をしていたが、2010年の小学4年生の時に、監督の紹介で2010年バンクーバーパラリンピック金メダリストの新田佳浩と出会い、スキーに専念するようアドバイスを受ける。この際に新田からもらった「不可能とは可能性だ」と記された色紙は、その後も大切に持ち続けている。
2015-2016年シーズンからはパラノルディックスキーの大会に出場。富山県立雄山高等学校進学後は全国高校総体に出場し、高校2年生の時には2018年平昌パラリンピックにも出場する。また、2019年4月より日本大学に進学してスキー部に所属し、同部として初のパラアスリートとなる。
2022年北京パラリンピックでは開会式で日本選手団の旗手を務め、男子20kmクラシカル（立位）では金メダルを獲得。冬季パラリンピック日本男子選手として史上最年少の21歳での金メダル獲得で、富山県勢として初の冬季パラリンピック金メダリストとなった。

## 主な競技成績

### 冬季パラリンピック
- 2018年平昌（ 韓国）
  - 混合10kmリレー（新田・出来島・阿部・川除） 4位
  - クロスカントリースキー・スプリント 9位
- 2022年北京（ 中国）
  - クロスカントリースキー20kmクラシカル（立位） 金メダル
  - クロスカントリースキー1.3kmスプリントフリー（立位） 7位
  - クロスカントリースキー12.5kmフリー（立位） 8位
  - クロスカントリースキー4x2.5kmオープンリレー 7位

### 世界選手権
- 2019ノルディックスキー 世界選手権 カナダ大会
  - クロスカントリースキー・ミドル・フリー 4位
  - クロスカントリースキー・スプリント・フリー 3位
  - クロスカントリースキー・ロング・クラシカル 金メダル
  - 混合10kmリレー（新田・出来島・川除・阿部） 4位

### ワールドカップ
- 2017 韓国大会
  - クロスカントリースキー スプリント・クラシカル 6位
- 2019 フィンランド大会
  - クロスカントリースキー・ミドル・クラシカル 2位
  - クロスカントリースキー・スプリント・クラシカル 3位
- 2019 札幌大会
  - クロスカントリースキースキー・ミドル・フリー 金メダル
  - クロスカントリースキー・ショート・クラシカル 3位
- 2020 ドイツ大会
  - クロスカントリースキー・スプリント・クラシカル 4位
- 2021 札幌大会
  - クロスカントリースキー・ショートクラシカル 2位
  - クロスカントリースキー・ミドルフリー 優勝
  - クロスカントリースキー・ショートフリー 優勝
- 2021 フィンランド大会
  - クロスカントリースキー・ミドル・クラシカル 5位
  - クロスカントリースキー・ロング・フリー 6位
  - クロスカントリースキー・ショートクラシカル 5位

## 受賞
- 2019年 - スポーツ功労者顕彰[9]
- 2019年 - 第4回日本パラスポーツ賞 優秀賞[10]
- 2022年 - 東京都栄誉賞・都民スポーツ大賞[11]
- 2022年 - 紫綬褒章[12][13]
- 2022年 - 富山県民栄誉賞[14]